# Rookery Lake
Rookery Lake är en sjö i Antarktis. Den ligger i Östantarktis. Australien gör anspråk på området. Rookery Lake ligger 1 meter över havet.